# Castle River
Castle River är ett vattendrag i Kanada.   Det ligger i provinsen Alberta, i den södra delen av landet, 2 900 km väster om huvudstaden Ottawa.
Trakten runt Castle River består i huvudsak av gräsmarker. Trakten runt Castle River är nära nog obefolkad, med mindre än två invånare per kvadratkilometer.